# Чемпионат СССР по тяжёлой атлетике 1983
58-й чемпионат СССР по тяжёлой атлетике прошёл с 22 по 31 июля 1983 года в универсальном спорткомплексе «Измайлово» в Москве. В нём приняли участие 155 атлетов, которые были разделены на 10 весовых категорий и соревновались в двоеборье (рывок и толчок). Турнир был проведён параллельно с соревнованиями по тяжёлой атлетике на VIII Спартакиаде народов СССР, в которых помимо советских спортсменов участвовали представители 20 зарубежных стран.

## Медалисты
| Категория    | Золото                                      | Золото                 | Серебро                                          | Серебро                | Бронза                                       | Бронза                 |
| До 52 кг     | Бронислав Рыжик «Авангард» Запорожье        | 250 кг (112,5 + 137,5) | Александр Сеньшин Вооружённые Силы Ворошиловград | 245 кг (105 + 140)     | Валерий Богуцкий «Мехнат» Фергана            | 240 кг (107,5 + 132,5) |
| До 56 кг     | Оксен Мирзоян «Динамо» Эчмиадзин            | 287,5 кг (127,5 + 160) | Олег Караяниди Вооружённые Силы Москва           | 265 кг (117,5 + 147,5) | Виктор Дучев «Труд» Магнитогорск             | 262,5 кг (117,5 + 145) |
| До 60 кг     | Юрий Саркисян «Севан» Гехакерт              | 300 кг (127,5 + 172,5) | Николай Захаров «Труд» Кемерово                  | 297,5 кг (132,5 + 165) | Умар Эдельханов «Динамо» Грозный             | 287,5 кг (127,5 + 160) |
| До 67,5 кг   | Владимир Грачёв Вооружённые Силы Калинин    | 332,5 кг (152,5 + 180) | Авсет Авсетов Вооружённые Силы Москва            | 322,5 кг (145 + 177,5) | Евгений Новиков «Авангард» Рубежное          | 320 кг (142,5 + 177,5) |
| До 75 кг     | Владимир Кузнецов «Спартак» Краснодар       | 365 кг (165 + 200)     | Виктор Дурнев «Труд» Уфа                         | 357,5 кг (162,5 + 195) | Сергей Ли Вооружённые Силы Фрунзе            | 355 кг (157,5 + 197,5) |
| До 82,5 кг   | Анатолий Храпатый Вооружённые Силы Алма-Ата | 380 кг (170 + 210)     | Ришат Гайсин Кумертау                            | 377,5 кг (167,5 + 210) | Максим Абдулмеджидов Вооружённые Силы Москва | 372,2 кг (162,5 + 210) |
| До 90 кг     | Виктор Солодов «Труд» Мыски                 | 400 кг (177,5 + 222,5) | Исраил Арсамаков «Динамо» Грозный                | 397,5 кг (182,5 + 215) | Алексей Глухов «Буревестник» Москва          | 392,5 кг (172,5 + 220) |
| До 100 кг    | Павел Кузнецов «Буревестник» Владимир       | 427,5 кг (187,5 + 240) | Александр Попов «Труд» Красноярск                | 415 кг (185 + 230)     | Виктор Соц «Динамо» Донецк                   | 412,5 кг (185 + 227,5) |
| До 110 кг    | Леонид Тараненко «Урожай» Минск             | 430 кг (187,5 + 242,5) | Вячеслав Клоков «Динамо» Московская область      | 427,5 кг (190 + 237,5) | Валерий Кравчук Вооружённые Силы Киев        | 407,5 кг (180 + 227,5) |
| Свыше 110 кг | Александр Курлович «Красное Знамя» Гродно   | 460 кг (200 + 260)     | Анатолий Писаренко «Динамо» Киев                 | 460 кг (205 + 255)     | Александр Гуняшев «Труд» Челябинск           | 450 кг (200 + 250)     |